# Xã Magnolia, Quận Putnam, Illinois
Xã Magnolia (tiếng Anh: Magnolia Township) là một xã thuộc quận Putnam, tiểu bang Illinois, Hoa Kỳ. Năm 2010, dân số của xã này là 1.066 người.